# Pinheiro Preto
Pinheiro Preto est une ville brésilienne de l'ouest de l'État de Santa Catarina.

## Géographie
Pinheiro Preto se situe par une latitude de 27° 03′ 02″ sud et par une longitude de 51° 13′ 51″ ouest, à une altitude de 696 mètres.
Sa population était de 3 147 habitants au recensement de 2010. La municipalité s'étend sur 66 km2.
Elle fait partie de la microrégion de Joaçaba, dans la mésorégion Ouest de Santa Catarina.

## Villes voisines
Pinheiro Preto est voisine des municipalités (municípios) suivantes :
- Ibicaré
- Iomerê
- Videira
- Tangará